# Ricardo Tavarelli
Ricardo Javier Tavarelli Paiva (Asunción, 1970. augusztus 2. –) paraguayi válogatott labdarúgó.

## Pályafutása
A paraguayi válogatott színeiben részt vett a 2002-es labdarúgó-világbajnokságon.